# أليكس شولتس
أليكس شولتس (بالألمانية: Aleks Scholz) (و. 1975 – م) هو كاتب عمومي، وعالم فلك، وكاتب من ألمانيا .